# Mörttjärnen (Anundsjö socken, Ångermanland, 705715-159357)
Mörttjärnen är en sjö i Örnsköldsviks kommun i Ångermanland och ingår i Moälvens huvudavrinningsområde.